# Королева Португалії
Королева Португалії (порт. Rainha de Portugal) — у Португальському королівстві титул монарха-жінки (правлячої королеви), дружини короля (королеви-дружини), або матері монарха (королеви-матері) .

## Королеви
| Портрет | Ім'я                                                   | Роки життя                               | Правління                                   | Титул / Примітки                                                                                          | Династія      |
| ------- | ------------------------------------------------------ | ---------------------------------------- | ------------------------------------------- | --- | ------------- |
|         | Матильда Савойська Mafalda de Saboia                   | 1125 — 2 грудня 1157/1158 32 (33) роки   | 1146 — 2 грудня 1157/1158 11 (12) років     | дружина Афонсу І; королева-дружина дочка Амадея III, графа Савойського.                                   | Савойська     |
|         | Дульса Арагонська Dulce de Aragon                      | 1160 — 2 вересня 1198 38 років           | 6 грудня 1185 — 2 вересня 1198 13 років     | дружина Саншу I; королева-дружина дочка барселонського графа Рамона-Беренгера IV та королеви Петроніли.   | Барселонська  |
|         | Уррака Кастильська Urraca de Castela                   | 1186 — 3 листопада 1220 34 років         | 26 березня 1211 — 3 листопада 1220 11 років | дружина Афонсу II; королева-дружина дочка кастильського короля Альфонсо VIII.                             | Бургундська   |
|         | Менсія де Аро Mencía López de Haro                     | 1215 — 1270 65 років                     | 1241 — 1245 6 років                         | дружина Саншу II; королева-дружина кастильська шляхтянка, донька біскайського сеньйора Лопе II де Аро.    | Аро           |
|         | Матильда Булонська Matilde de Bolonha                  | 1202 — 1259 57 років                     | 4 січня 1248 — 1259 11 років                | дружина Афонсу III; королева-дружина графиня даммартенська і булонська.                                   | Даммартенська |
|         | Беатриса І Кастильська Beatriz de Castela              | 1242 — 27 жовтня 1303 61 рік             | 4 січня 1253 — 27 жовтня 1303 50 років      | дружина Афонсу III; королева-дружина, після 1279 — королева-мати; донька кастильського короля Альфонсо X. | Бургундська   |
|         | Ізабела Арагонська Свята, Миротвориця Isabel de Aragão | 4 січня 1271 — 4 липня 1336 65 років     | 26 червня 1282 — 4 липня 1336 54 роки       | дружина Дініша; королева-дружина, після 1325 — королева-мати; дочка арагонського короля Педро III.        | Барселонська  |
|         | Беатриса II Кастильська Beatriz de Castela             | 8 квітня 1293 — 25 жовтня 1359 66 років  | 7 січня 1325 — 25 жовтня 1359               | дружина Афонсу IV; королева-дружина, після 1357 — королева-мати; донька кастильського короля Санчо IV.    | Бургундська   |
|         | Інес де Кастро Inés de Castro                          | 1325 — 7 січня 1355 30 років             | посмертно —                                 | дружина Педру I до його сходження на трон; страчена королем Афонсу IV; проголошена королевою 1360 року.   | Кастро        |
|         | Леонора Телеш Віроломна Leonor Teles                   | 1350 — 27 квітня 1386 34 роки            | 5 травня 1372 — 1384 12 років               | дружина Фернанду I; королева-дружина після 1383 — королева-регент; донька вельможі Мартіна де Мінезіша.   | Мінезіші      |
|         | Філіппа Ланкастерська Filipa de Lencastre              | 31 березня 1360 — 19 липня 1415 55 років | 11 лютого 1387 — 19 липня 1415 27 років     | дружина Жуана I; королева-дружина донька ланкастреського герцога Джона Гонта.                             | Ланкастери    |
|         | Леонора Сумна Leonor de Aragón                         | 2 травня 1402 — 19 липня 1445 42 роки    | 14 серпня 1433 — 19 липня 1445 22 роки      | дружина Дуарте; королева-дружина, після 1438 — королева-мати донька арагонського короля Фернандо І.       | Трастамарська |
|         | Ізабела Коїмбрська Isabel de Coimbra                   | 1 березня 1432 — 2 грудня 1455 23 роки   | 6 травня 1447 — 2 грудня 1455 8 років       | 1-а дружина Афонсу V; королева-дружина донька коїмбрського герцога Педру.                                 | Авіська       |